# Lachassagne
Lachassagne ist eine französische Gemeinde mit 1.334 Einwohnern (Stand: 1. Januar 2022) im  Département Rhône in der Region Auvergne-Rhône-Alpes. Sie gehört zum Arrondissement Villefranche-sur-Saône und zum Kanton Anse. Die Einwohner werden Arlequins genannt.

## Geographie
Lachassagne liegt rund 21 Kilometer nordnordwestlich von Lyon und etwa sieben Kilometer südsüdwestlich von Villefranche-sur-Saône im Weinbaugebiet Bourgogne. Umgeben wird Lachassagne von den Nachbargemeinden Anse im Norden und Osten, Lucenay im Südosten, Marcy im Süden, Alix im Südwesten sowie Theizé im Westen und Nordwesten.

## Bevölkerungsentwicklung
| Jahr                       | 1962 | 1968 | 1975 | 1982 | 1990 | 1999 | 2006 | 2013 |
| Einwohner                  | 371  | 274  | 370  | 510  | 605  | 769  | 846  | 992  |
| Quellen: Cassini und INSEE |      |      |      |      |      |      |      |      |

## Sehenswürdigkeiten
- Kirche Saint-Pierre
- Schloss